# مطار عشق آباد الدولي
مطار عشق آباد الدولي (إياتا: ASB، إيكاو: UTAA) هو أحد المطارات الدولية في تركمانستان، يبعد عن العاصمة عشق آباد حوالي 10 كيلومترات (6 أميال) في اتجاه الشمال الغربي.

## الوجهات

### المسافر
| شركـات طيـران          | الوجهات | Refs   |
| ---------------------- | --- | ------ |
| خطوط جنوب الصين الجوية | مطار أورومتشي الدولي، مطار شيان شيانيانغ الدولي | [ 2 ]  |
| فلاي دبي               | مطار دبي الدولي | [ 3 ]  |
| خطوط إس سفن            | مطار دوموديدوفو الدولي | [ 4 ]  |
| الخطوط الجوية التركية  | مطار إسطنبول الدولي |        |
| طيران تركمانستان       | مطار ألماتي الدولي، مطار بكين العاصمة الدولي، Daşoguz، مطار انديرا غاندي الدولي، مطار دبي الدولي، مطار فرانكفورت، مطار إسطنبول الدولي، Kazan، مطار كيركي، مطار لندن ستانستد، Mary، مطار دوموديدوفو الدولي، Türkmenabat، Türkmenbaşy موسمي: مطار دوشانبي الدولي | [ 10 ] |

### الشحن
| شركـات طيـران    | الوجهات | Refs                 |
| ---------------- | --- | -------------------- |
| كارغولوكس        | مطار بودابست فرانز ليست الدولي، مطار لوكسمبورغ، مطار تايوان تاويوان الدولي | [ 11 ]               |
| طيران تركمانستان | Daşoguz، مطار آل مكتوم الدولي، مطار فرانكفورت، مطار نوي باي الدولي، مطار إسطنبول الدولي، Mary، مطار شيريميتييفو الدولي، مطار إنتشون الدولي، Türkmenbaşy، مطار أورومتشي الدولي | [ 12 ] [ 13 ] [ 14 ] |